# Edoardo Palombi
Edoardo Palombi, italijanski general, * 24. junij 1916, † 23. avgust 1985.
Med letoma 1978 in 1979 je bil namestnik poveljujočega generala Korpusa karabinjerjev.